# 58P/Jackson-Neujmin
58P/Jackson-Neujmin, komet Jupiterove obitelji. 